# Xantusia wigginsi
Espèce
Synonymes
- Xantusia vigilis wigginsi Savage, 1952

Xantusia wigginsi est une espèce de sauriens de la famille des Xantusiidae.

## Répartition
Cette espèce se rencontre :
- aux États-Unis dans le sud de la Californie ;
- au Mexique dans la péninsule de Basse-Californie.

## Publication originale
- Savage, 1952 : Studies on the lizard family Xantusidae I. The systematic status of the Baja California Night Lizards allied to Xantusia vigilis, with the description of a new subspecies. American Midland Naturalist, vol. 48, n. 2, p. 467-479.